# Precis limnoria
Precis limnoria is een vlinder uit de familie Nymphalidae. De wetenschappelijke naam van de soort is voor het eerst geldig gepubliceerd in 1845 door Johann Christoph Friedrich Klug.